# Eméric Kpegba
Eméric Kpegba, född 29 maj 1999, är en togolesisk simmare.
Kpegba tävlade för Togo vid olympiska sommarspelen 2016 i Rio de Janeiro, där han blev utslagen i försöksheatet på 50 meter frisim.